# Cristián García-Huidobro
Cristián Mario García-Huidobro Lira (Santiago, 27 de mayo de 1952) es un actor y comediante chileno, de teatro, cine y televisión.

## Vida personal
Nació el 27 de mayo de 1952, en Santiago. Hijo de Jorge Gonzalo García-Huidobro Correa y de María Angélica Lira Lagarrigue.

## Vida artística
Conocido por sus apariciones en televisión desde mediados de los años 80 en programas como Sábados Gigantes donde personificaba a Francisco Javier "Pompi" Eguiguren en la sección Los Eguiguren y a Tito García en la sección Departamento de solteros. Luego participó en programas como De chincol a jote, donde realizó las secciones Humbertito y Gaspar, Hermosilla y Quintanilla, y Los Hueseros, entre los más recordados.
En 1992 emigró a La Red para realizar el programa nocturno El desjueves, recordado por un gracioso chascarro. Regresó a Canal 13 en 1994 para hacer el estelar Esperando el Mundial, por esos días muy comentado por el sketch Para subir el rating. Más tarde hizo los programas de humor Na' que ver con Chile y Chita Q' Lindo.
También lleva una carrera actoral en teatro, y en cine donde ha participado en películas como ¡Viva el novio! (1990), Oveja negra (2001), y Cesante (2003). Fue parte de un grupo de actores-comediantes de gran éxito en la televisión de los años 1980 y 1990, con junto Gonzalo Robles, Roberto Poblete, Luis Gnecco, Coca Guazzini, y Malucha Pinto, entre otros. 
En 2009 se postuló como senador de la república en las Elecciones parlamentarias de Chile de 2009 por la circunscripción V Cordillera, por el pacto Nueva Mayoría para Chile de Marco Enríquez-Ominami, sin lograr ser elegido.
Actualmente Cristián vuelve a la televisión, a través de un nuevo programa del canal de recuerdos Rec TV llamado "Hermosilla y Quintanilla: El Antilate", donde Cristián y Gonzalo Robles (caracterizando a sus clásicos personajes Hermógenes Hermosilla y Quintanicio Quintanilla) entrevistarán y recordarán grandes momentos televisivos junto a diversos invitados.

## Vida personal
Se ha separado en tres oportunidades, la primera vez con Gabriela Rodríguez, con quien tuvo a Natalia García Huidobro Rodríguez (n. 1975). Posteriormente, contrajo matrimonio con la actriz Claudia Celedón, ambos fueron padres de la también actriz Andrea García-Huidobro Celedón.
Entre 1978 y 1979 mantuvo una relación con Claudia Di Girolamo. En 2024, Di Girolamo declaró haber sufrido violencia física y psicológica por parte de García-Huidobro.
En 2003, salió a la luz pública sus problemas con el alcohol y las drogas, y el diagnóstico de una fuerte ansiedad, que logró superar con tratamiento psicológico.
En 2007, García-Huidobro fue arrestado por no presentarse a una audiencia fijada con Yamila Reyna, quien se querelló contra él por el delito de calumnias. Originado en la demanda que Reyna estampara contra el actor por no pagar remuneraciones, cotizaciones previsionales y otro ítems, tras su participación en la obra Cómo mienten los chilenos, donde el actor posteriormente la tildara de ladrona.

## Filmografía

### Cine
- 1990 - ¡Viva el novio! de Gerardo Cáceres. Personaje: Pelao Infante

### Telenovelas
| Año  | Título                  | Papel             | Cadena   |
| ---- | ----------------------- | ----------------- | -------- |
| 1979 | Martin Rivas            | Clemente Valencia | TVN      |
| 1982 | Una familia feliz       | Mauricio Altamira | Canal 13 |
| 1982 | Alguien por quien vivir | Alejandro         | Canal 13 |
| 1983 | Las herederas           | Juan Pablo Rossi  | Canal 13 |
| 1984 | Andrea                  | Ricardo           | Canal 13 |
| 1985 | La trampa               | David             | Canal 13 |

### Series
- Justicia para todos (2006, TVN) - Max Durán
- El presidente (2020, Prime Video) - José Yuraszeck

### Programas de televisión
| Año       | Programa              | Canal     |
| --------- | --------------------- | --------- |
| 1977-1984 | Vamos a ver           | TVN       |
| 1983-1989 | Sábado gigante        | Canal 13  |
| 1987-1991 | De chincol a jote     | Canal 13  |
| 1992-1994 | El Desjueves          | La Red    |
| 1994-1999 | Venga conmigo         | Canal 13  |
| 1994      | Esperando el Mundial  | Canal 13  |
| 1997-1999 | Na' que ver con Chile | Canal 13  |
| 1999      | Chita Q' Lindo        | Canal 13  |
| 2001      | Oveja negra           | TVN       |
| 2003-2004 | Vamos Chile           | La Red    |
| 2005-2006 | Morandé con Compañía  | Mega      |
| 2013-2014 | Aló Rastro Bar        | El Rastro |